# Paranomus
- Commons
- Wikispecies

Paranomus é um género botânico pertencente à família Proteaceae.
1. ↑  «Paranomus — World Flora Online». www.worldfloraonline.org. Consultado em 19 de agosto de 2020